# Anton Peter Arida

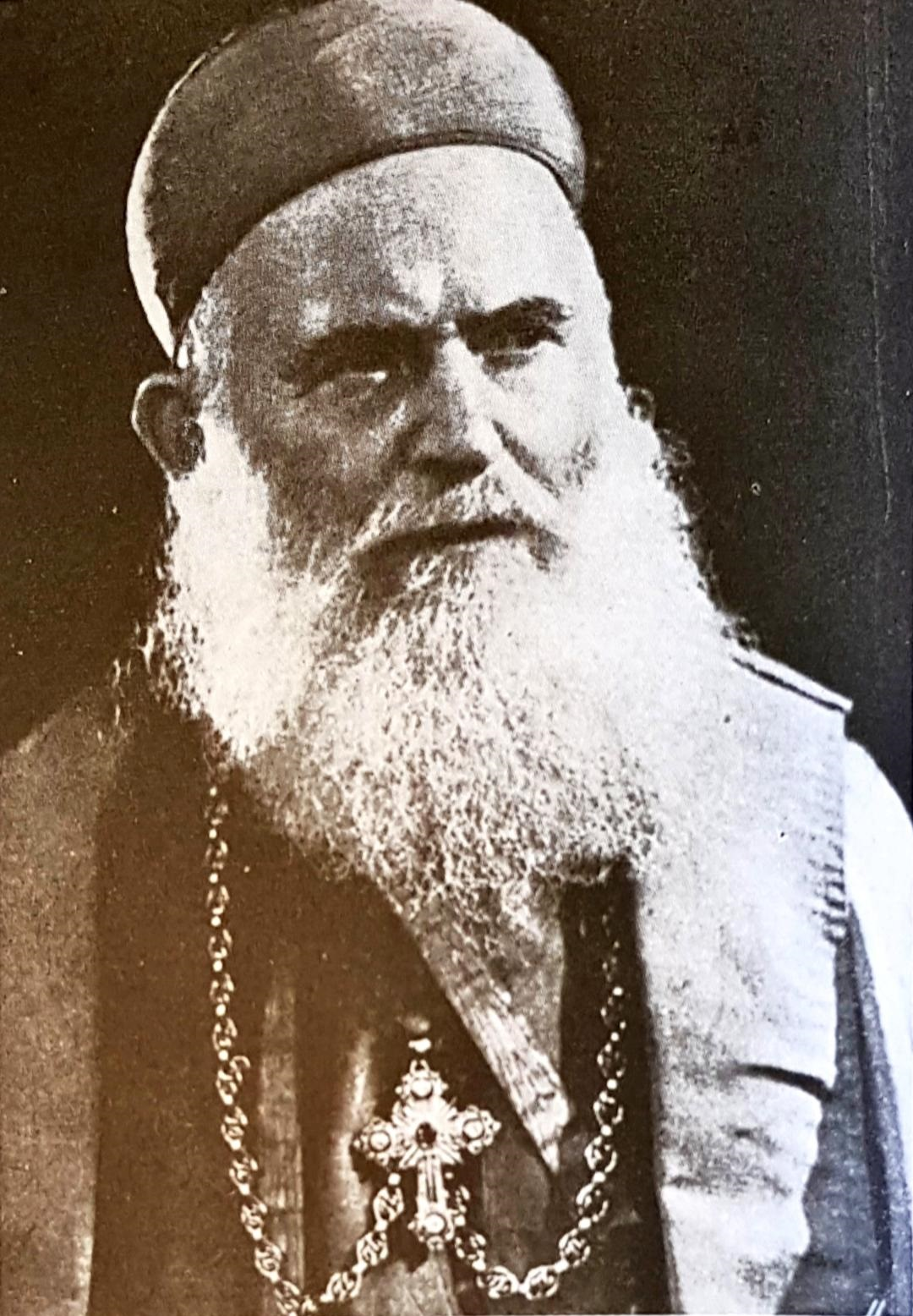
Patriarch Antoine Boutros Arida

Anton Peter Arida, auch Antoine Boutros Arida und Antoine Pierre Arida (* 2. August 1863 in Bischarri, Libanon; † 19. Mai 1955 in Bkerke, Libanon) war von 1932 bis 1955 Maronitischer Patriarch von Antiochien und des ganzen Orients.

## Leben
Anton Peter Arida lernte während seiner Schulzeit die arabische und  syrische Sprache. Er studierte von 1884 bis 1890 Theologie am Priesterseminar der Sulpizianer in Paris. Am 28. September 1890 wurde er zum Priester der maronitischen Kirche geweiht. Danach diente er als Sekretär und  Kirchenrechtler beim Patriarchen Elias Hoyek. Am 31. Juli 1905 ernannte ihn Papst Pius X. zum Päpstlichen Ehrenprälaten.

### Erzbischof von Tripoli im Libanon

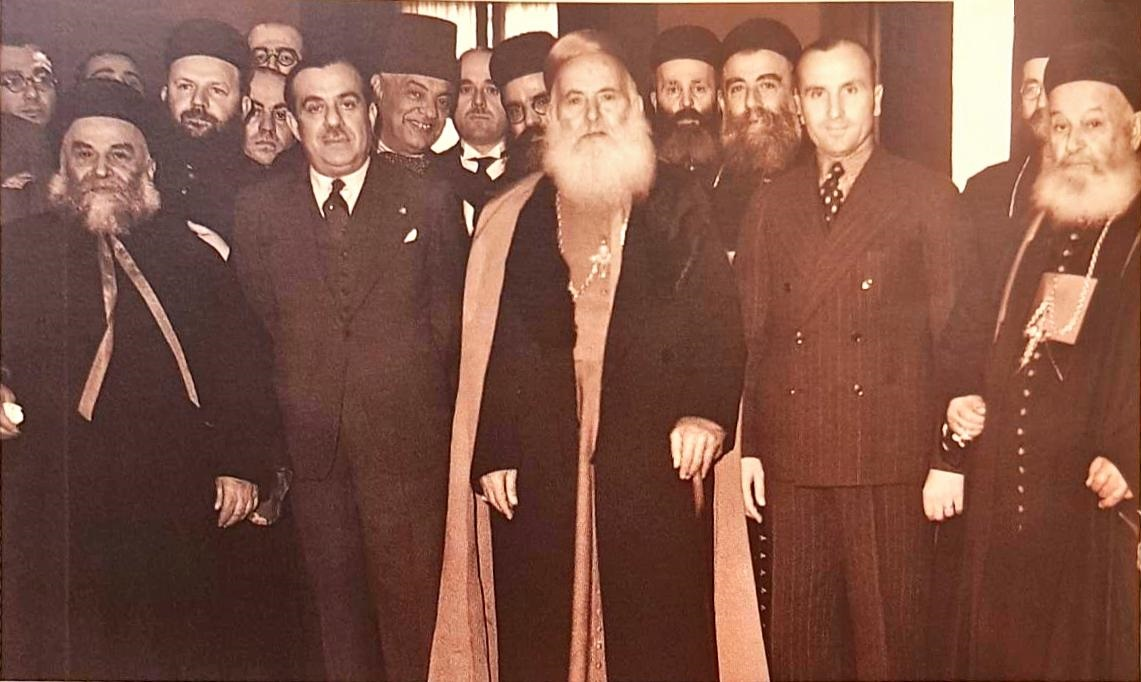
Patriarch Arida (Mitte) mit anderen maronitischen Bischöfen beim libanesischen Staatspräsidenten Émile Eddé (li.) und beim Ministerpräsidenten Abdullah Aref al-Yafi (re.), am 1. November 1938

Nach der Ernennung zum Erzbischof von Tripoli im Libanon am 7. Juni 1908 spendete ihm Patriarch Elias Hoyek am 18. Juni 1908 die Bischofsweihe. Am 28. Juni desselben Jahres wurde er feierlich in sein Amt eingeführt.

### Patriarch der Maroniten
Am 8. Januar 1932 wurde Arida zum Patriarchen von Antiochien ernannt und am 13. März 1933 im Amt bestätigt. Während seiner Amtsperiode weihte er seine späteren Nachfolger Pierre-Paul Méouchi zum Bischof von Tyros und Anton Peter Khoraiche zum Titularbischof von Tarsus dei Maroniti. Bei der Weihe von Emanuele Pharas zum Titularbischof von Tarsus dei Maroniti diente er als Mitkonsekrator.

## Aktivitäten
Politisch trat er 1933 in Erscheinung, als er die Judenverfolgung in Deutschland öffentlich verurteilte. 1943 trat er für eine christlich libanesische Nation in einer muslimischen Welt ein. Im Oktober 1944 sprach er sich gegen das „Alexandria-Protokoll“, dem Vorläufer der Arabischen Liga, aus.